# توق خاردار
توق خاردار (نام علمی: Xanthium spinosum) نام یک گونه از سرده زردینه است.